# TT93
| M17 | Y5 · N35 | N29 · N35 | D40 |

| M17 | Y5 · N35 | N29 · N35 | D40 |

TT93 (Theban Tomb 93) è la sigla che identifica una delle Tombe dei Nobili ubicate nell’area della cosiddetta Necropoli Tebana, sulla sponda occidentale del Nilo dinanzi alla città di Luxor, in Egitto. Destinata a sepolture di nobili e funzionari connessi alle case regnanti, specie del Nuovo Regno, l'area venne sfruttata, come necropoli, fin dall'Antico Regno e, successivamente, sino al periodo Saitico (con la XXVI dinastia) e Tolemaico.

## Titolare
TT93 era la tomba di:
| Titolare | Titolo                     | Necropoli           | Dinastia/Periodo              | Note                                      |
| -------- | -------------------------- | ------------------- | ----------------------------- | ----------------------------------------- |
| Qenamun  | Capo Amministratore del Re | Sheikh Abd el-Qurna | XVIII dinastia (Amenhotep II) | versante est della collina; sopra la TT96 |

## Biografia
Amenemopet, Nutrice reale, fu sua madre; Tededetes fu sua moglie.

## La tomba
Dopo un breve corridoio, sulle cui pareti (1 in planimetria) sono rappresentati il defunto e la moglie in atto di adorazione, si apre una sala trasversale, secondo lo schema tipico a "T" capovolta delle tombe del periodo, il cui soffitto è sorretto da dieci pilastri. Segue una sala perpendicolare alla precedente che termina in una sala rettangolare, non ultimata, il cui soffitto è sorretto da otto pilastri. Alcuni rilievi parietali sono incompleti come quello (2) rappresentante il defunto e la moglie in atto di offertorio. Segue (3) una scena di traino di statue del defunto con preti che officiano, danzatori e danzatrici, musiciste e cantanti, sacerdotesse che suonano sistri danzando e uomini che agitano rami d'albero. Poco oltre (4) il defunto adora Osiride-Onnophris e la Dea dell'Occidente (Hathor) assisi sotto un padiglione. Su uno dei lati corti (5-6) una doppia stele rappresenta, su una, il defunto in adorazione di Osiride e della Dea dell'Occidente, sull'altra l'adorazione di Anubi e della Dea dell'Oriente; segue una scena di offerta di mazzi di fiori al defunto e alla moglie che prosegue (7) con un uomo dinanzi al defunto e alla madre (?). Una Cappella del sud (8) appena abbozzata vede, sull'architrave, la rappresentazione di una serie di gatti. Poco oltre (9) il faraone Amenhotep II e la dea Maat, seduti sotto un padiglione, con alcuni prigionieri ai loro piedi mentre, su quattro registri sovrapposti, il defunto offre oggetti in oro, scimmie, regali per la festa del Nuovo Anno; portatori recano statuette di Amenhotep II, Hatshepsut e Thutmosi I, vasi e collane; soldati con portatori di stendardo e conduttori di cani e (danneggiati) doni tra cui sfingi e carri. Sulla parete a lato dell'ingresso (10-11-12) il defunto consacra offerte, ispeziona l'arrivo di prodotti dal Delta nilotico (compreso il miele, alcune gru, pesce e bestiame), coadiuvato da scribi; scarsamente visibili le tracce di navi da guerra. Sul lato corto (13) i resti di una stele di granito rosso non più leggibile e (14) testi rituali dedicati a tre dee danneggiate e non riconoscibili. Sulla parete immediatamente precedente l'accesso alla Cappella del Nord (solo abbozzata) (15), lista di offerte e una casa con tracce di un lago; segue una scena del defunto e Pehsukher, Flabellifero del re e titolare della TT88, seguiti da aiutanti donne e da liutiste, dinanzi ad Amnemopet, madre di Qenamun, che svolge le mansioni di nutrice reale per il giovane re; una parte danneggiata lascia intravedere un'arpa, fanciulle che saltano e che suonano le nacchere, e un lago.
Sui pilastri:
- A: un uomo offre unguenti e unge il defunto e la moglie; una donna offre sistri alla coppia; una scena danneggiata del defunto e di sua madre (?) e resti di testi;
- B: preti che trainano la statua del defunto; preparazione di birra e cibi, vasai, macellai, cuochi, portatori di offerte, di tori, buoi bracciali e colane, un uomo che riempie d'acqua un contenitore; scene del defunto e della moglie a pesca;
- C: il defunto abbraccia una donna; uomini offrono candele, unguenti e incenso al defunto e alla moglie;
- D: resti di titolatura del defunto; il defunto in offertorio a Renenet rappresentata come serpente; il defunto purificato da preti;
- E: il defunto lascia la tomba; preti offrono natron al defunto;
- F: resti di testo; un uomo con un mazzo di fiori e brani tratti dalla formula 25 dei Testi delle piramidi;
- G: resti di un inno a Ra; la moglie offre unguenti per la festa di Nehebkau[N 7];
- H: resti di testi sacri;
- I: nessun rilievo;
- J: resti di dipinto di preparazione di unguenti.

Un corridoio, sul cui architrave (18) il defunto in offertorio a Osiride, dà accesso a una sala oblunga, perpendicolare alla sala precedente: su una delle pareti (19) resti di dipinto del defunto a caccia di struzzi nel deserto con un figlio; segue una scena (20) del defunto e della madre a pesca con i resti di un dipinto rappresentante la pulitura e preparazione del pesce. Poco discosto (21) ospiti femminili a un banchetto.
Un altro corridoio adduce a una sala rettangolare, appena sgrossata, con otto pilastri a loro volta non completati (salvo uno, K). Sull'architrave di accesso (22), la rappresentazione di Anubi come sciacallo; sul lato lungo (23), due figli con mazzi di fiori e lista delle offerte dinanzi al defunto e alla moglie. Sull'unico pilastro su cui appaiono abbozzi del disegno previsto (K) e la squadratura da disegno, vasi per libagioni e il defunto seduto.
Una nicchia si apre sulla parete di fondo (24) (pesantemente danneggiata) con scene di offertorio del defunto e un prete e una donna che agitano sistri; lista di offerte dinanzi al defunto e alla moglie (?). Sul muro di fondo il defunto in offertorio a Osiride e Anubi.

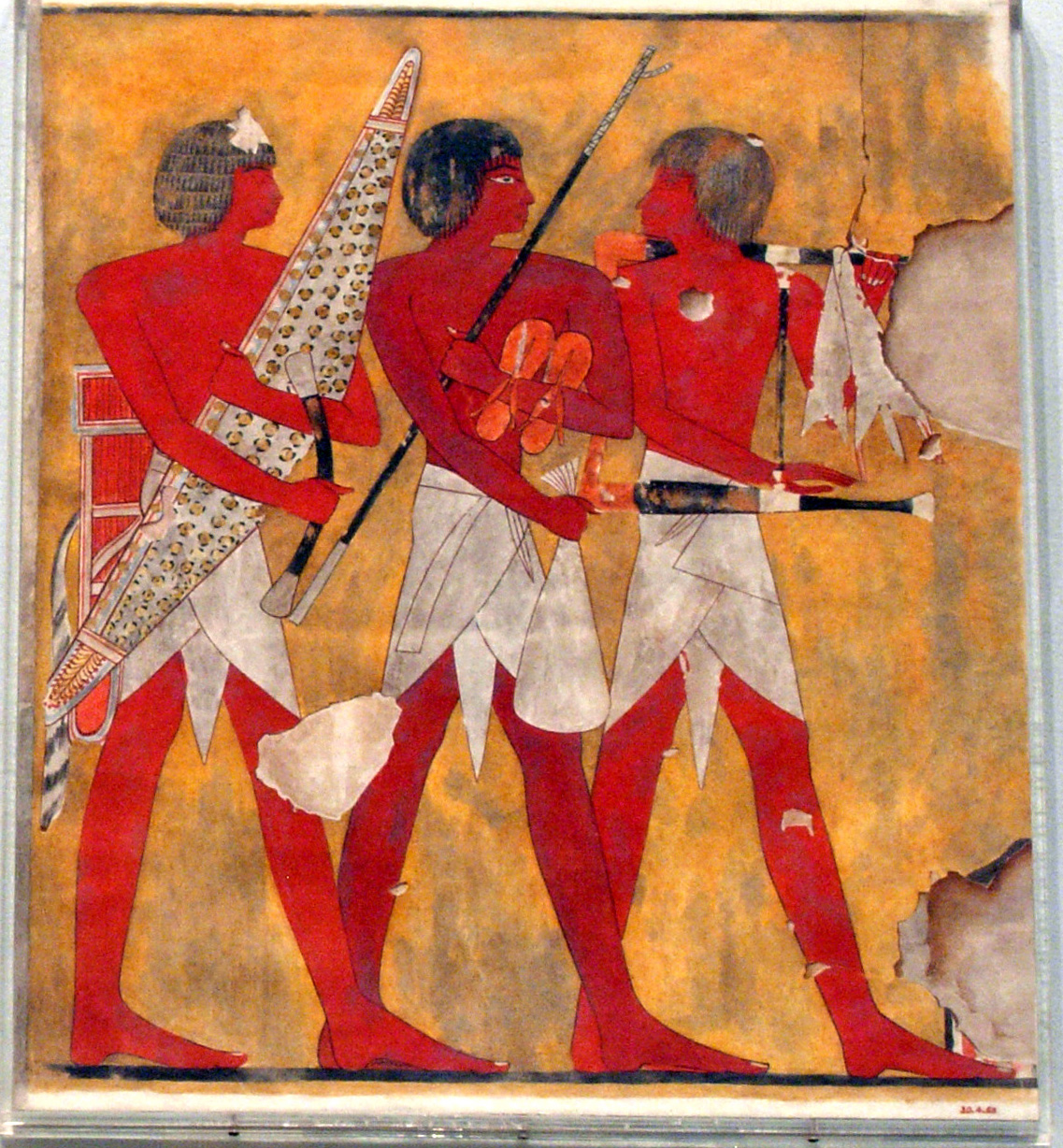
Aiutanti per una battuta di caccia (acquerello di Hugh R. Hopgood, Metropolitan Museum di New York cat. MET chr30.4.68)
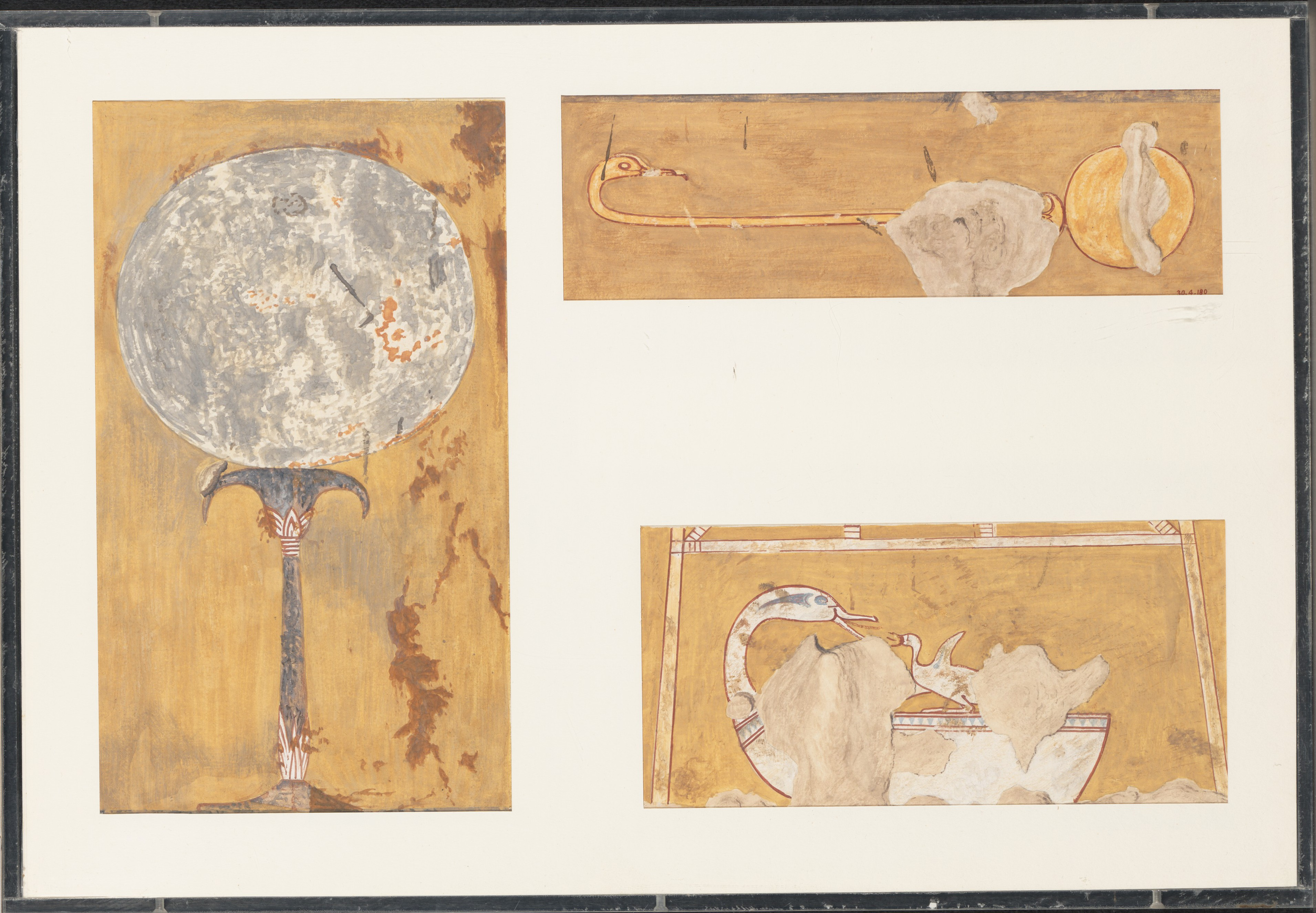
Scatola di cosmetici (acquerello di N. de Garis Davies, cat. MET DP161254)
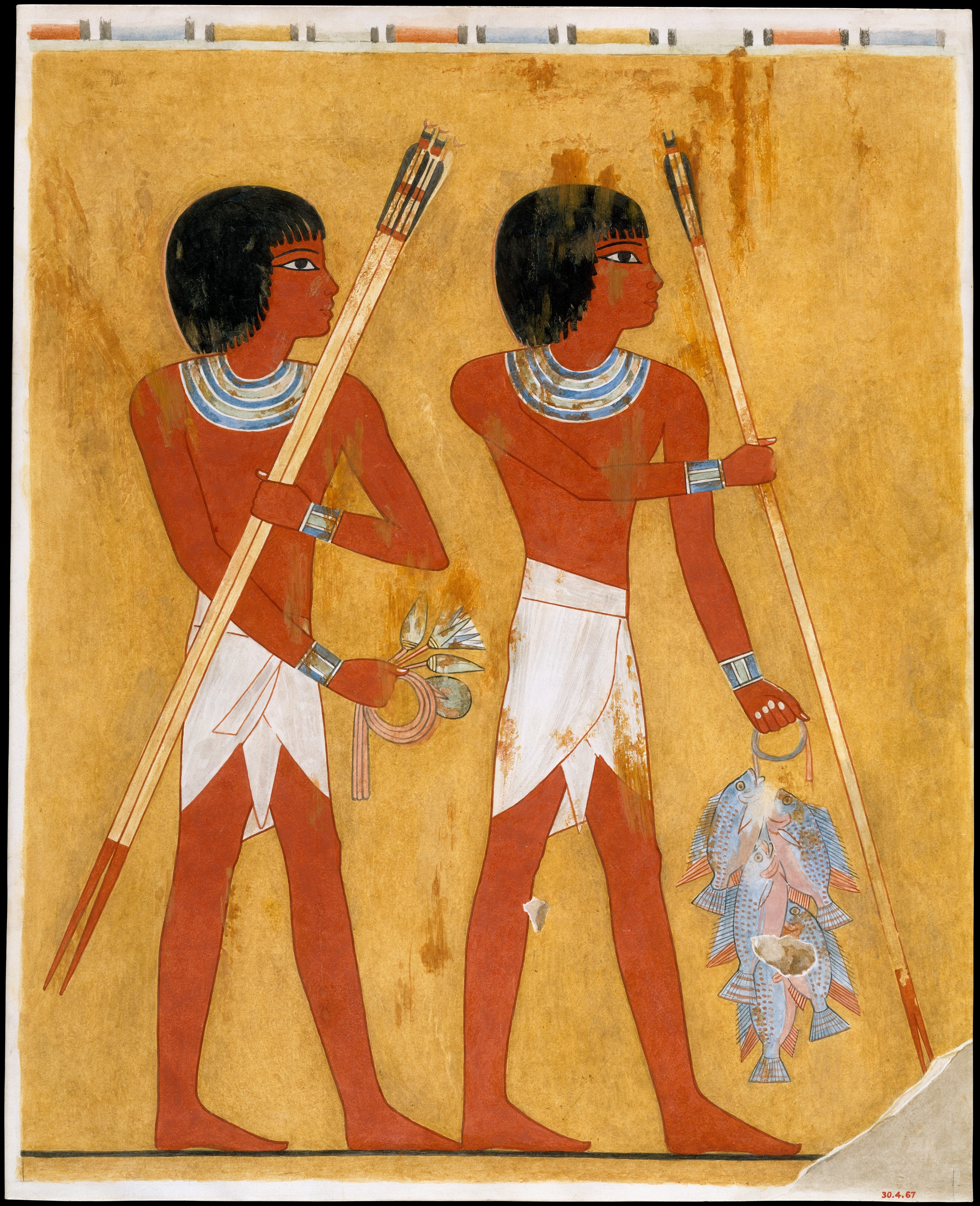
Scena di pesca (dettaglio) (acquerello di Hugh R. Hopgood, cat. MET DT10881)
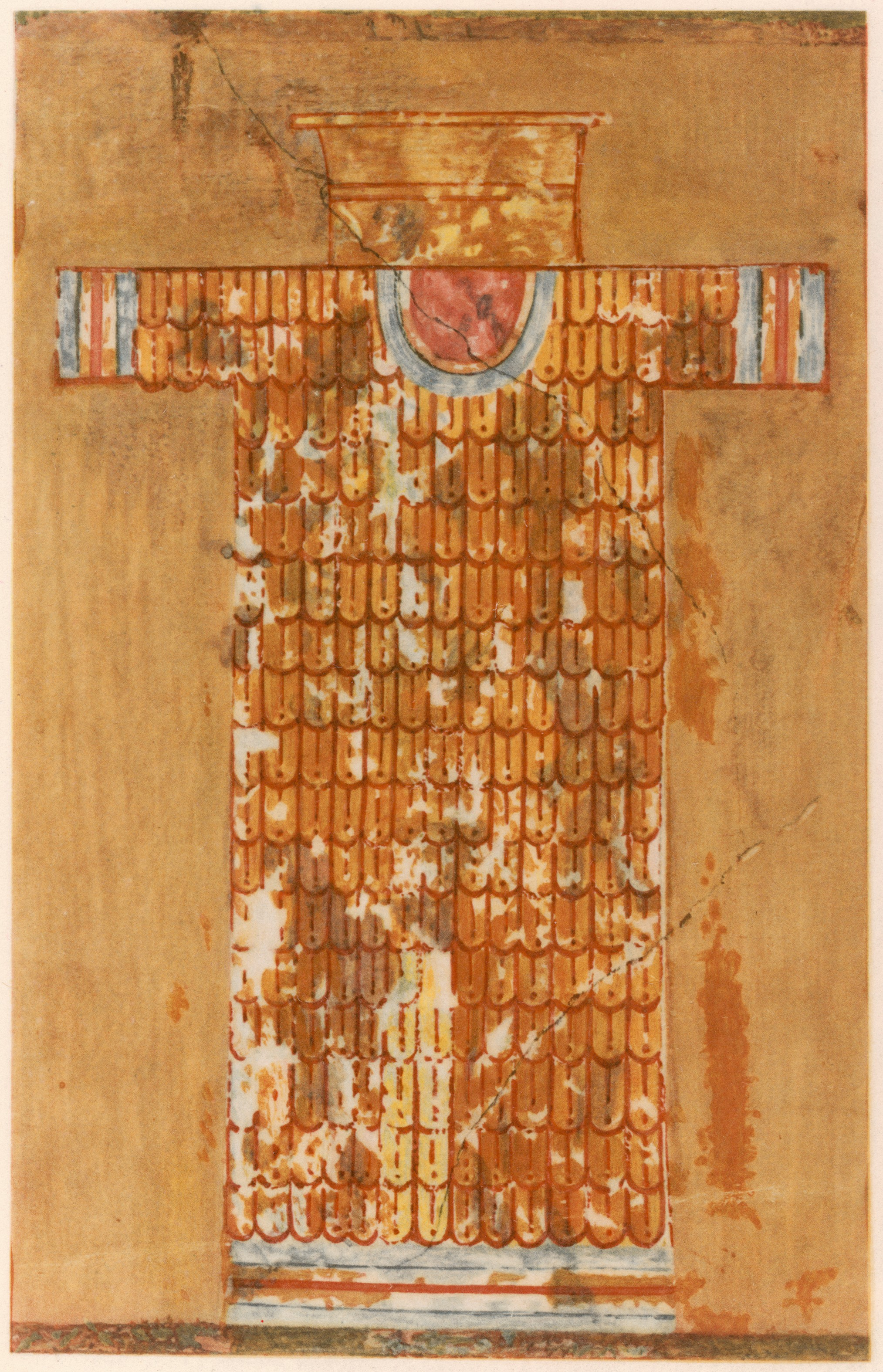
Dettaglio di armi (acquerello di N. de Garis Davies, cat. MET DP240373)
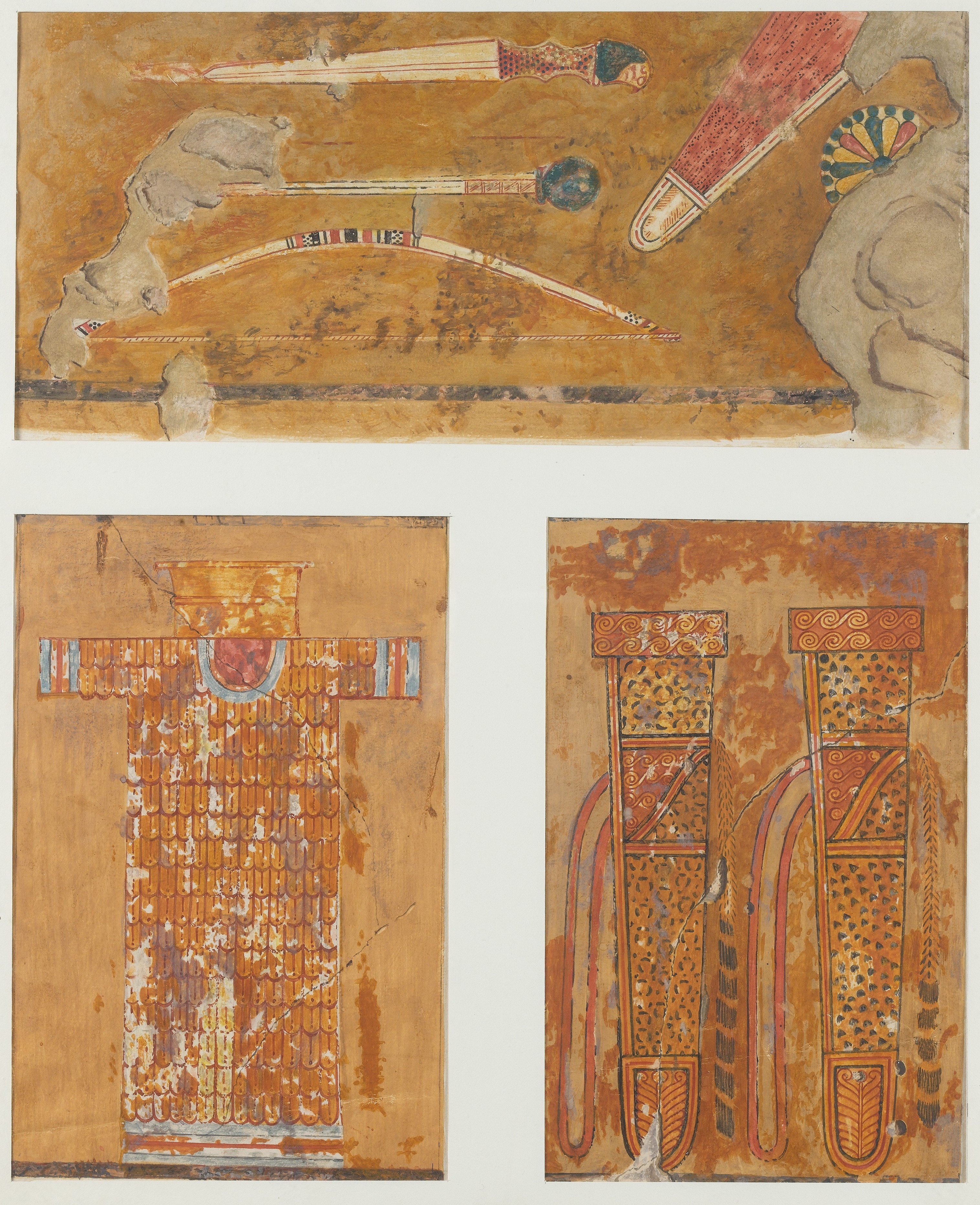
Dettaglio di armi (acquerello di N. de Garis Davies, cat. MET DP240482)
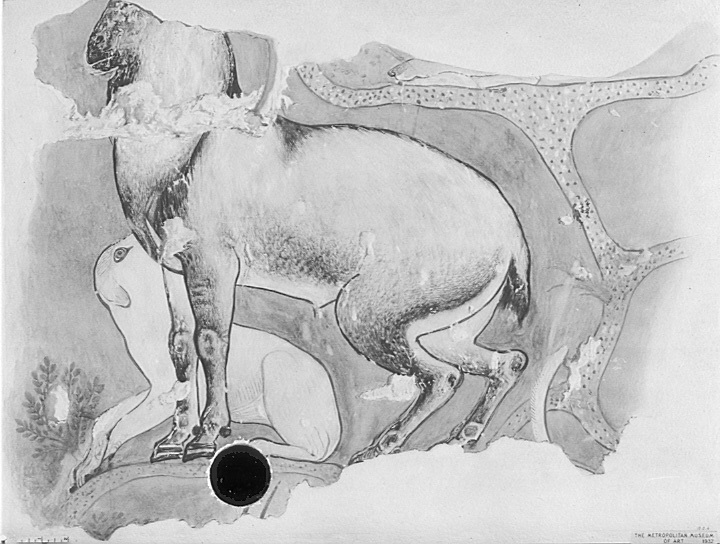
Scena di caccia (disegno di Norman Hardy, cat. MET chr15.5.4)
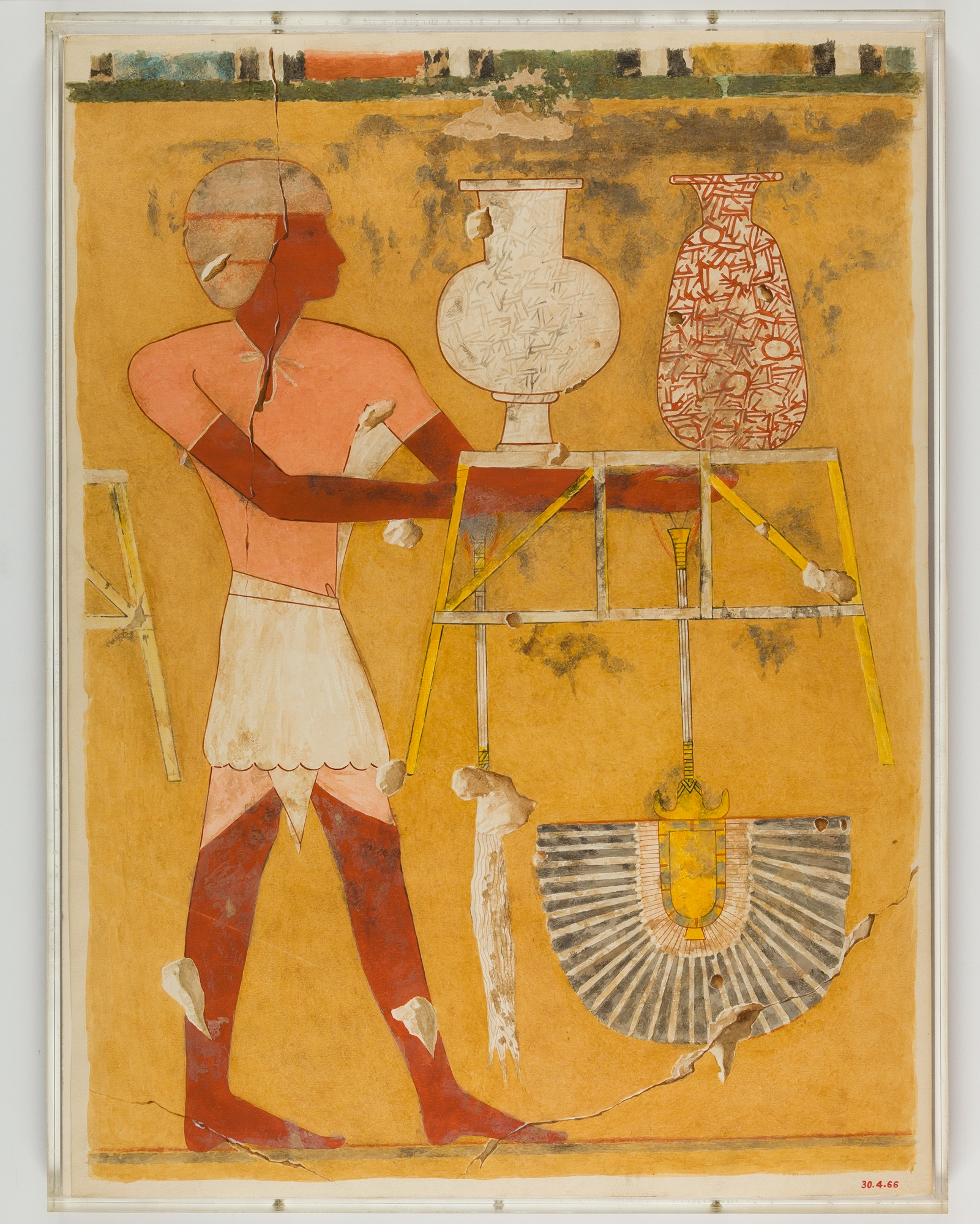
Portatore di doni per la festa del Nuovo Anno (acquerello di Hugh R. Hopgood, cat. MET 30.4.66 EGDP013828)

### Annotazioni
1. ↑  La numerazione dei locali e delle pareti segue quella di Porter e Moss 1927, p. 186.
2. ↑  La prima numerazione delle tombe, dalla numero 1 alla 253, risale al 1913 con l’edizione del "Topographical Catalogue of the Private Tombs of Thebes" di Alan Gardiner e Arthur Weigall. Le tombe erano numerate in ordine di scoperta e non geografico; ugualmente in ordine cronologico di scoperta sono le tombe dalla 253 in poi.
3. ↑  I campi della Duat, ovvero l'aldilà egizio, si trovavano, secondo le credenze, proprio sulla riva occidentale del grande fiume.
4. ↑  Nella sua epoca di utilizzo, l'area era nota come "Quella di fronte al suo Signore" (con riferimento alla riva orientale, dove si trovavano le strutture dei Palazzi di residenza dei re e i templi dei principali dei) o, più semplicemente, "Occidente di Tebe".
5. ↑  le Tombe dei Nobili, benché raggruppate in un'unica area, sono di fatto distribuite su più necropoli distinte.
6. ↑  Le note, sovente di inquadramento topografico della tomba, sono tratte dal "Topographical Catalogue" di Gardiner e Weigall, ed. 1913 e fanno perciò riferimento alla situazione dell'epoca.
7. ↑  Nehebkau, "colui che lega il Kha", era il principio che legava due delle componenti dell'anima secondo la teologia egizia: il Ba e il Kha". Data l'importanza di tale principio, lo si considerava uno dei guardiani all'entrata della Duat, ovvero dell'aldilà. Il geroglifico che lo rappresentava era costituito da due braccia tese in avanti in atto di preghiera che, data la forma, somigliavano ad un serpente con due teste; per tale motivo Nehebkau veniva anche rappresentato artisticamente come serpente bicefalo, ma talvolta, anche come serpente con una sola testa. Come serpente bicefalo lo si considerava invincibile e per tale motivo, per evitare che se ne perdesse il controllo, il dio Atum teneva un dito su di lui. Secondo altra leggenda, Nehebkau era la guardia del corpo di Osiride durante il suo viaggio notturno nell'aldilà. Quale serpente con unica testa, si riteneva avesse potere sui serpenti e su tutte le creature velenose, come lo scorpione, e perciò lo si riteneva figlio di Serket, la dea scorpione, o di Renenet nel suo aspetto di serpente.

### Fonti
1. ↑  Porter e Moss 1927,  p. 195.
2. ↑  Gardiner e Weigall 1913.
3. ↑  Donadoni 1999,  p. 115.
4. 1 2  Porter e Moss 1927,  p. 190.
5. ↑  Gardiner e Weigall 1913, pp. 24-25.
6. ↑  Porter e Moss 1927,  pp. 190-194.